# Norman Dagley
Norman Dagley (* 1929 in Earl Shilton, Leicestershire; † 15. Januar 1999) war ein englischer English-Billiards-Spieler, der während seiner aktiven Zeit zahlreiche Titel, darunter zweimal die English-Billiards-Weltmeisterschaft, gewinnen konnte.

## Karriere
Dagley wurde 1929 in Earl Shilton im Leicestershire geboren (andere Angaben besagen 1930) und wuchs dort auch auf. In seiner Kindheit spielte er Cricket und Fußball und war Kapitän des Schoolcricketteams und wurde probeweise als Fußballer auf dem rechten Flügel für Aston Villa eingesetzt. In den nächsten Jahren arbeitete Dagley als Fabrikarbeiter, Busfahrer und Chauffeur. Zudem diente er im Koreakrieg, während dem er als Passagier eine Notlandung eines Militärfliegers auf Wasser miterlebte. Außerdem war er Manager eines Snookerclubs in Earl Shilton. Dort waren mit Jack und Reg Wright zwei der besten Amateure zu dieser Zeit ansässig, wobei Dagley von Reg hart trainiert wurde. Schon als Vierzehnjähriger hatte Dagley dort ein Snookerturnier gewonnen. Durch dieses Training hatte Dagley ein gutes Gefühl für die Auswahl von Stößen und ein instinktives Gefühl für Präzision und Nuancen. Außerdem hatte er verschiedene Tricks entwickelt, die ihm eine Fortführung des Breaks aus schwierigen Situationen erlaubten. Zudem war er ein guter Lochspieler und besaß gute Nerven.
Ab den 1960er-Jahren spielte Dagley auf hohem Niveau English Billiards und gewann so zwischen 1965 und 1984 fünfzehn Titel bei der English Amateur Billiards Championship, die letzten sieben davon in Folge. Er hatte mit einer Teilnahme an diesem Turnier solange gewartet, bis sein Mentor ihn dafür als gut genug ansah. Bei seinem letzten Titel stellte er mit einer Punktzahl von 1477 Punkten in einer Session nach der Zwei-Loch-Regel einen Weltrekord auf, während sein Gegner in derselben Session lediglich 75 Punkte erzielte und scherzhaft aussagte, dass er dafür auch einen Weltrekord haben wolle. Zwischen 1964 und 1981 gewann er zudem elfmal die CIU Individual Billiards Championship. 1971 und 1975 gewann er dann die IBSF World Billiards Championship, die Amateurweltmeisterschaft im English Billiards. Bei diesem Turnier stand er zudem zwei weitere Male im Endspiel, verlor diese aber. Schließlich wurde er im Alter von 54 Jahren, Mitte der 1980er-Jahre, Profispieler und konnte in den beiden folgenden Jahren jeweils das Finale der professionellen English-Billiards-Weltmeisterschaft gewinnen. Zur Saison 1986/87 stieg er schließlich in die bezahlten Ränge auf. Im selben Jahr machte Dagley bereits großen Eindruck, als er zum Saisonende gegen Robby Foldvari mit 3:1 die WM gewann. Er bekam allein für diesen Titel ein Preisgeld von 9.500 Pfund Sterling, zu diesem Zeitpunkt ein neuer Höchststand. Zugleich gewann er während der Saison von 50.000 Pfund insgesamt 20.000 £, da er neben der Weltmeisterschaft auch die World Matchplay Billiards Championship, die UK Championship und die European Championship gewonnen hatte, wodurch er auch den ersten Platz der Weltrangliste belegte.
1988, als die Weltmeisterschaft mit 24 Teilnehmern einen neuen Rekord erzielte, verteidigte Dagley mit einem 7:4-Sieg über Foldvaris Landsmann Eddie Charlton seinen Titel. Hatte er bei der WM noch zuvor den jungen Engländer Mike Russell mit 4:0 besiegt, verlor Dagley gegen diesen im Finale der European Championship. Dagley konnte sich bis zur nächsten Saison zwar noch an der Weltspitze halten, musste dann aber Platz für Russell machen. In den folgenden Jahren musste sich Dagley Russell häufig kurz vor dem Endspiel geschlagen geben. Ein Grund dafür waren – neben der Stärke Russells und seines Kollegen Peter Gilchrist – auch Dagleys gesundheitliche Probleme. 1991 gewann er bei den British Open nochmals einen Titel. In den folgenden Jahren konnte Dagley dann keine Erfolge mehr vorweisen, trotzdem spielte er weiterhin auf der Profitour mit und nahm 1998 noch an allen Profiturnieren teil. Zu diesem Zeitpunkt galt er als einer der beliebtesten und herausragendsten Spieler. Schon vor April 1998 erlitt er aber eine Hirnblutung und erkrankte an den Lymphdrüsen.
Am 23. Dezember 1998 nahm Dagley noch an der jährlichen Generalversammlung der World Professional Billiards & Snooker Association teil. Gut drei Wochen später, am 15. Januar 1999, starb Dagley. Er hinterließ seine Frau Nita und wurde fünf Tage später in Nuneaton beigesetzt. Er lebte bis zuletzt in seinem Geburtsort. 2010 wurde am dortigen Gemeindezentrum im Beisein seines Bruders Ken eine Gedenktafel eingeweiht.